# Governo da Região de Múrcia

Escudo da Região de Múrcia

O Governo da Região de Múrcia é o órgão colegiado superior daquela comunidade autônoma, que corresponde o exercício do poder regulamentário e o desempenho da função executiva. Está composto pelo Presidente, o Vice-Presidente e os Conselheiros. Seu atual Presidente é Ramón Luis Valcárcel Siso.

## Sede
Os Conselhos de Governo da Região de Múrcia estão localizados no Palácio Regional, na capital murciana. A Presidência está localizada no Palácio de Santo Estevão, também na capital.

## Composição em 2008
| Cargo                                                | Nome                           |
| ---------------------------------------------------- | ------------------------------ |
| Presidência                                          | Ramón Luis Valcárcel Siso      |
| Vice-Presidência                                     | Não há                         |
| Conselho de Presidência e Administração Pública      | María Pedro Reverte García     |
| Conselho de Economia e Fazenda                       | Inmaculada García Martínez     |
| Conselho de Agricultura e Água                       | Antonio Cerdá Cerdá            |
| Conselho de Política Social, Mulher e Imigração      | Joaquín Bascuñana García       |
| Conselho de Saneamento e Consumo                     | María Ángeles Palacios Sánchez |
| Conselho de Obras Públicas e Ordenação do Território | José Ballesta Germán           |
| Conselho de Educação, Emprego e Formação             | Constantino Sotoca Carrascosa  |
| Conselho de Cultura e Turismo                        | Pedro Alberto Cruz Sánchez     |
| Conselho de Universidades, Empresa e Investigação    | Salvador Marín Hernández       |